# Zorleni
Zorleni là một xã thuộc hạt Vaslui, România. Dân số thời điểm năm 2002 là 9560 người.